# Galtefjorden
Galtefjorden (nordsamisk: Gálltavuotna) er en fjord på nordsiden af Sørøya i Hasvik kommune i Troms og Finnmark fylke i Norge. Fjorden er 14 kilometer lang, og går fra indløbet mellem Skarvnæringen i vest og Presten i øst, mod syd til bygden Børstrand inderst i fjorden. Det dybeste punkt i fjorden, mellem Innervoksen og Skarvskjer, er 202 meter. 
På østsiden af fjorden ligger Flatøya, og herfra går Jektefjorden mod nordøst. Galtefjorden har mange bugter og vige. Længst mod syd deler fjorden sig i tre mindre fjordarme. Længst mod vest ligger Dønnesfjorden, derefter Børrfjorden som fortsætter mod syd, og Nordfjorden som går mod sydøst. 
Det er bosætninger i Dønnesfjorden, som har vejforbindelse til kommunecenteret Hasvik længere mod syd på øen, og i den vejløse Børrfjorden. Resten af fjorden er ubeboet.